# Sams Corner (Oklahoma)
Sams Corner es un lugar designado por el censo ubicado en el condado de Mayes en el estado estadounidense de Oklahoma. En el Censo de 2010 tenía una población de 137 habitantes y una densidad poblacional de 88,49 personas por km².

## Geografía
Sams Corner se encuentra ubicado en las coordenadas 36°11′54″N 95°13′0″O / 36.19833, -95.21667. Según la Oficina del Censo de los Estados Unidos, Sams Corner tiene una superficie total de 2.49 km², de la cual 2.49 km² corresponden a tierra firme y (0%) 0 km² es agua.

## Demografía
Según el censo de 2010, había 137 personas residiendo en Sams Corner. La densidad de población era de 88,49 hab./km². De los 137 habitantes, Sams Corner estaba compuesto por el 58.39% blancos, el 0% eran afroamericanos, el 34.31% eran amerindios, el 0% eran asiáticos, el 0% eran isleños del Pacífico, el 0% eran de otras razas y el 7.3% pertenecían a dos o más razas. Del total de la población el 0.73% eran hispanos o latinos de cualquier raza.